# Николай Соколов (поет)
Николай Соколов (рождено име: Никола Иванов Давидов) е български писател и поет, член на Съюза на българските писатели, автор на над четиридесет книги, предимно за деца, и заместник-главен и главен редактор на списание „Славейче“. Удостоен с ордени Народна република България и Кирил и Методий.

## Биография
Роден е през 1927 г. в село Стояново, област Монтана. Средно образование завършва в град Враца. Този период съвпада с деветосептемврийските промени в България, което повлиява на поета и той взима решение да учи в столицата.
В края на четиридесетте години завършва славянска филология в Софийския университет и започва работа в Радио София. През петдесетте години е културно аташе в Будапеща, Унгария. Талантът му обаче го кара да създава стихове. Първата му книга е „Очи орлови“ – сборник съвременни стихове. Оттам до края на живота си твори поезия, предимно за деца. Издал е над тридесет книги – „Пожар“, „Вихрушка“, „Звъни звънче“. Едно от върховите постижения в творчеството му е драматичната поема „Майстор Манол“, поставяна в Благоевградския театър.
Почти цялата му кариера минава в редакцията на списание „Славейче“ като дългогодишен заместник – главен редактор, а в периода 1976/77 година е и главен редактор на списанието.
През петдесетте години създава семейство с филоложката Цанка Чанкова, с която има двама сина – Момчил Давидов и Деян Давидов.
Умира през 1994 г.

## Родословно дърво
```
Николай Соколов
|
+--Момчил Давидов
|  |
|  +--Николай Давидов (1982)
|
+--Деян Давидов (1956)
   |
   +--Иван Давидов (1983)
   |  |
   |  +--Никола Давидов (2019)
   |  |
   |  +--Александър Давидов (2020)
   |
   +--Никола Давидов (1986)
   |
   +--Александър Давидов (1991)
```